# Селеговское (сельское поселение)
Селеговское — упразднённое муниципальное образование со статусом сельского поселения в Красногорском районе Удмуртии Российской Федерации.
Административный центр — село Большой Селег.
Законом Удмуртской Республики от 30.04.2021 № 39-РЗ к 23 мая 2021 года упразднено в связи с преобразованием муниципального района в муниципальный округ.

## История
Статус и границы сельского поселения установлены Законом Удмуртской Республики от 28 января 2005 года № 2-РЗ «Об установлении границ муниципальных образований и наделении соответствующим статусом муниципальных образований на территории Красногорского района Удмуртской Республики».

## Население
| 2010 | 2012 | 2013 | 2014 | 2015 | 2016 | 2017 |
| ---- | ---- | ---- | ---- | ---- | ---- | ---- |
| 328  | ↘319 | ↘311 | ↘290 | ↘258 | ↘251 | ↘243 |
| 2018 | 2019 | 2020 |      |      |      |      |
| ↘238 | ↘233 | ↘217 |      |      |      |      |

## Состав сельского поселения
| № | Населённый пункт | Тип населённого пункта       | Население |
| - | ---------------- | ---------------------------- | --------- |
| 1 | Большие Чуваши   | деревня                      | →19       |
| 2 | Большой Селег    | село, административный центр | ↘282      |
| 3 | Пивовары         | деревня                      | ↘18       |
| 4 | Сычи             | деревня                      | →0        |